# Ukiah (California)
Ukiah, fundada en 1876 es una ciudad y sede de condado del condado de Mendocino en el estado estadounidense de California. En el año 2020 tenía una población de 16,607 habitantes y una densidad poblacional de 1,300 personas por km².

## Geografía
Ukiah se encuentra ubicada en las coordenadas 39°09′01″N 123°12′28″O / 39.15028, -123.20778. Según la Oficina del Censo, la ciudad tiene un área total de 12,3 km² (4,7 mi²), de la cual 12,3 km² (4,7 mi²) es tierra y 0 km² (0 mi²) (0%) es agua.

## Demografía
Según la Oficina del Censo en 2000 los ingresos medios por hogar en la localidad eran de $32,707, y los ingresos medios por familia eran $39,524. Los hombres tenían unos ingresos medios de $31,608 frente a los $24,673 para las mujeres. La renta per cápita para la localidad era de $17,601. Alrededor del 18.1% de la población estaban por debajo del umbral de pobreza.

## Ciencia
En esta ciudad se localizó, en 1899, uno de los observatorios pertenecientes al Servicio internacional de latitud.